# Чемпіонат світу з трекових велоперегонів 1963
Чемпіонат світу з трекових велоперегонів 1963 проходив з 1 по 7 серпня 1963 року в Рокурі, нині передмісті м. Льєж, Бельгія на стадіоні Vélodrome de Rocourt. Усього на чемпіонаті розіграли 9 комплектів нагород — 7 у чоловіків та 2 у жінок.

## Медалісти

### Чоловіки
Професіонали
| Дисципліна                         | Золото                   | Срібло               | Бронза                |
| Спринт                             | Санте Ґаярдоні           | Антоніо Маспес       | Йос Де Баккер         |
| Індивідуальна гонка переслідування | Леандро Фаджін (6:27.34) | Петер Пост (6:39.48) | Хенк Нейдам (6:30.89) |
| Гонка за лідером                   | Лео Пруст                | Поль Депайп          | Робер Варнажо         |

Аматори
| Дисципліна                         | Золото                                                                     | Срібло                                                                   | Бронза                                                      |
| Спринт                             | Патрік Серку                                                               | Серхіо Б'янкетто                                                         | П'єр Трентен                                                |
| Індивідуальна гонка переслідування | Жан Фальшертс                                                              | Станіслав Москвін                                                        | Х'ю Портер                                                  |
| Командна гонка переслідування      | СРСР Арнольд Бельгардт Леонід Колумбет Станіслав Москвін Сергій Терещенков | ФРН Лотар Класґес Клеменс Ґросімлінгхаус Карл-Хайнс Хенріхс Ернст Штренг | Данія Бент Хансен Пребен Ізаксон Лайф Ларсен Курд він Штайн |
| Гонка за лідером                   | Ромен Де Люф                                                               | Карл-Хайнц Маттес                                                        | Улі Люгінбюль                                               |

### Жінки
| Дисципліна                         | Золото           | Срібло          | Бронза           |
| Спринт                             | Галина Єрмолаєва | Ірина Кириченко | Валентина Савіна |
| Індивідуальна гонка переслідування | Беріл Бертон     | Івонн Рейндерс  | Любов Рябченко   |

## Загальний медальний залік
| Місце  | Країна          | Золото | Срібло | Бронза | Загалом |
| ------ | --------------- | ------ | ------ | ------ | ------- |
| 1      | Бельгія         | 4      | 2      | 1      | 7       |
| 2      | СРСР            | 2      | 2      | 2      | 6       |
| 3      | Італія          | 2      | 2      |        | 4       |
| 4      | Велика Британія | 1      |        | 1      | 2       |
| 5      | Нідерланди      |        | 1      | 1      | 2       |
| 6      | НДР             |        | 1      |        | 1       |
| 6      | ФРН             |        | 1      |        | 1       |
| 8      | Франція         |        |        | 2      | 2       |
| 9      | Швейцарія       |        |        | 1      | 1       |
| 9      | Данія           |        |        | 1      | 1       |
| Всього | Всього          | 9      | 9      | 9      | 27      |